# リナト・アフメトフ

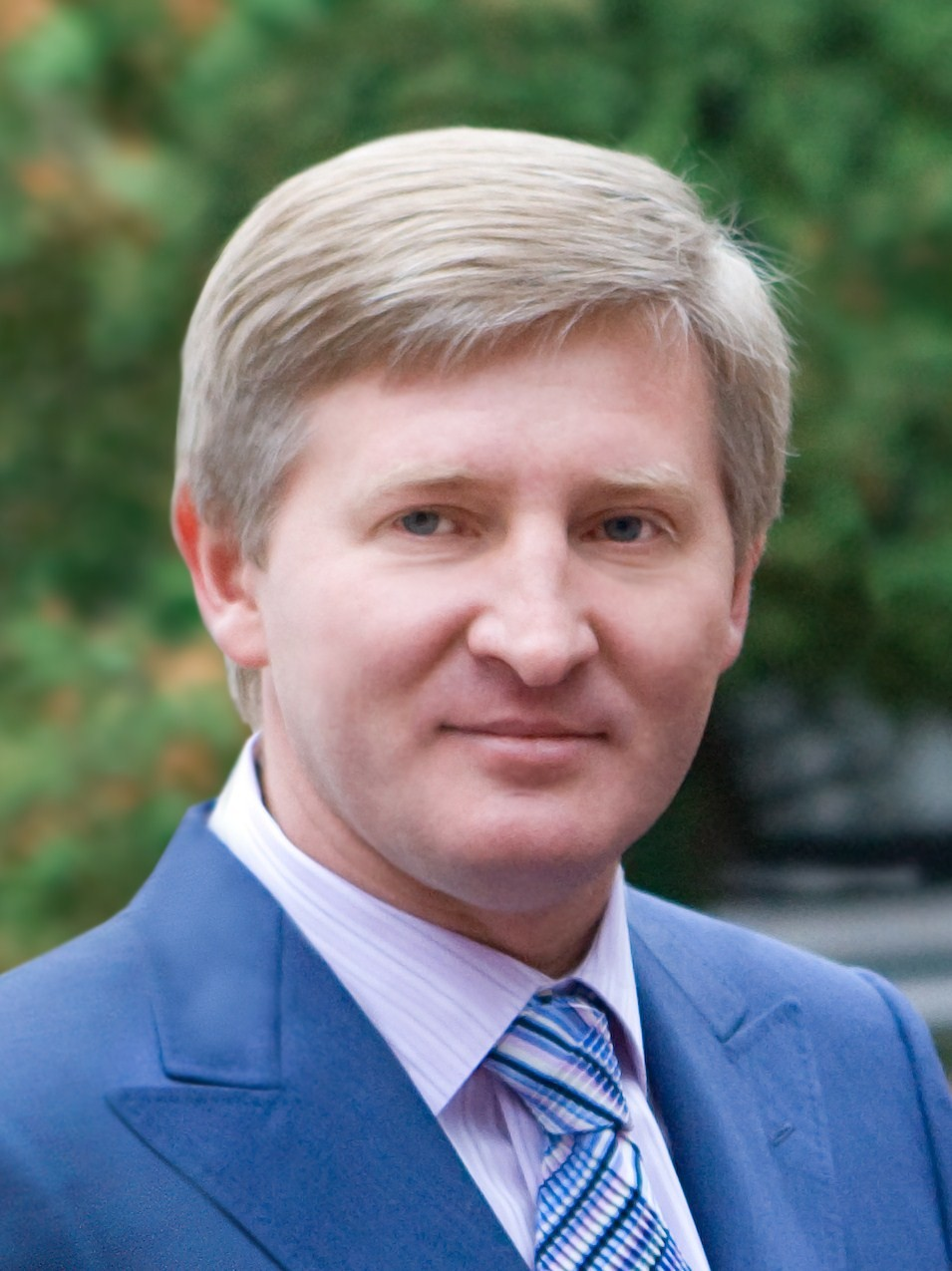
リナト・アフメトフ

リナト・レオニドヴィチ・アフメトフ（ウクライナ語: Ріна́т Леоні́дович Ахме́тов, タタール語: Ринат Леонид улы Әхмәтов, Rinat Akhmetov, リナート・アフメートウ、1966年9月21日 - ）は、ウクライナの億万長者（オリガルヒ）である。
SCM持株会社の創設者兼社長で（その配下にアゾフスタリ製鉄所も所有するメトインヴェストがある）、ウクライナで最も裕福な男の1人にランクされている。2022年4月の時点で、彼は世界で687番目に裕福な人物としてリストされており、推定純資産は40億米ドルになる。彼はまた、ウクライナのサッカークラブ・FCシャフタール・ドネツクのオーナー兼社長でもある。

## 経歴
ウクライナ・ソビエト社会主義共和国ドネツィク（ドネツク）で、炭鉱夫の父親、店員の母親のもとに生まれた。人種的にはヴォルガ・タタール人で、イスラム教スンナ派の信者でもある。
1985年から1990年代のアフメトフの経歴については、不明な点もある。
公になっているところによると、1990年代はじめ、石炭とコークスを売買する最初の会社を設立。資本主義となったウクライナで、特に鉄鋼と冶金の分野でいくつかの会社を買収、財閥のオーナーとなった。2001年に、ドネツィク国立大学（Donetsk National University）を経済学専攻で卒業。2006ー2007年および2007年ー2012年にかけて、アフメトフはウクライナの国会であるヴェルホーヴナ・ラーダで地域党（親ロ派）の議員を勤めた。

## ウクライナ危機による資産の喪失
2014年のロシアによるクリミアの併合により、クリミアとドンパスにおける全ての資産を失った。また、2022年2月24日からのロシアによるウクライナ侵攻により、ロシアの占領下でウクライナ最大の鉄鋼メーカーであるメトインヴェストが供給契約を履行できなくなった。戦争にウクライナが勝利した後には、国の最大の企業としてマリウポリひいてはウクライナの復興に貢献するつもりであることを言明している。
同年4月26日、スイスの新聞ル・タンがインタビュー記事を掲載した。プーチン大統領はマリウポリの「解放」を主張しているが、アフメトフは「マリウポリはこれまでも、そしてこれからもウクライナの都市」「ロシアの兵士がウクライナとマリウポリで犯した全ての犯罪で罰せられると信じている」と述べている。
アフメトフはSCM持株会社、リナト・アフメトフ財団、FCシャフタール・ドネツクを通じ、戦時下のウクライナへの人道支援を継続している。同年5月20日、アフメトフがドイツで建造中のスーパーヨットの販売を検討していることが明らかになった。
同年6月27日、アフメトフは欧州人権裁判所にロシア連邦に対する訴訟を起こした。自らの財産権の侵害とロシア軍の侵略行為による資産の差し押さえを理由としており、ひいてはウクライナのインフラストラクチャーを大規模に破壊、マリウポリのアゾフスタリ製鉄所への砲撃は国際法と人権をロシアが軽視した象徴となる行為であるとしている。ロシアはこの破壊行為の責任を果たし、並行して、ロシアがSCM持株会社が生産する穀物・鉄鋼を略奪・転用・さらなる破壊に関与することを阻止する裁判所命令を求める緊急申請を行っている。
アフメトフは「穀物や鉄鋼を含むウクライナの輸出商品の略奪は、すでに物価の上昇を招き、世界中で飢餓で死亡する人々を出している。このような野蛮な行為は阻止しなくてはならず、ロシアは全額を賠償しなくてはならない。私は正義を信じ、そのために戦っています」とコメントした。代理人弁護士たちは「侵略を続ける日ごとに、ロシアがウクライナ人の基本的人権を侵害していることは明らかである。アフメトフ氏の申請は、この無慈悲な侵略の犠牲者が、ロシアの責任を追及するための法的選択肢を持っていることを示しています」「私たちは、裁判所がロシアに欧州人権基本条約に基づく義務を負わせ、アフメトフ氏やこの戦争の結果被害を受けた他のウクライナ人に、彼らが値する正義を提供することを信頼しています」と述べている。
この訴訟について、ペスコフ大統領報道官は記者団に「ロシアはすでに裁判所の管轄から撤退しており、その決定に屈することはない」と語った。
メトインヴェスト社法務責任者は「場所へのアクセスが出来ない、書類の紛失、従業員の所在不明など、手続きは長く、負担が大きい。すでにウクライナで刑事告訴を行い、近々ウクライナの裁判所で損害賠償請求の手続きを行う予定です」と述べている。
同年7月12日、所有するメディアグループ全体をウクライナ政府に引き渡すことに同意したことが報じられた。
これは2021年9月に採択された「オリガルヒからの過度の影響による国家安全保障への脅威を防ぐ」目的の法律によるもので、印刷メディア、ウェブサイト、10のテレビおよび衛星チャンネルのライセンスは返還され、州がその後を決定するという。

## 参照項目
- SCM持株会社